# Лабораторний штатив

Лабораторний штатив з подвійною муфтою та бюреткою

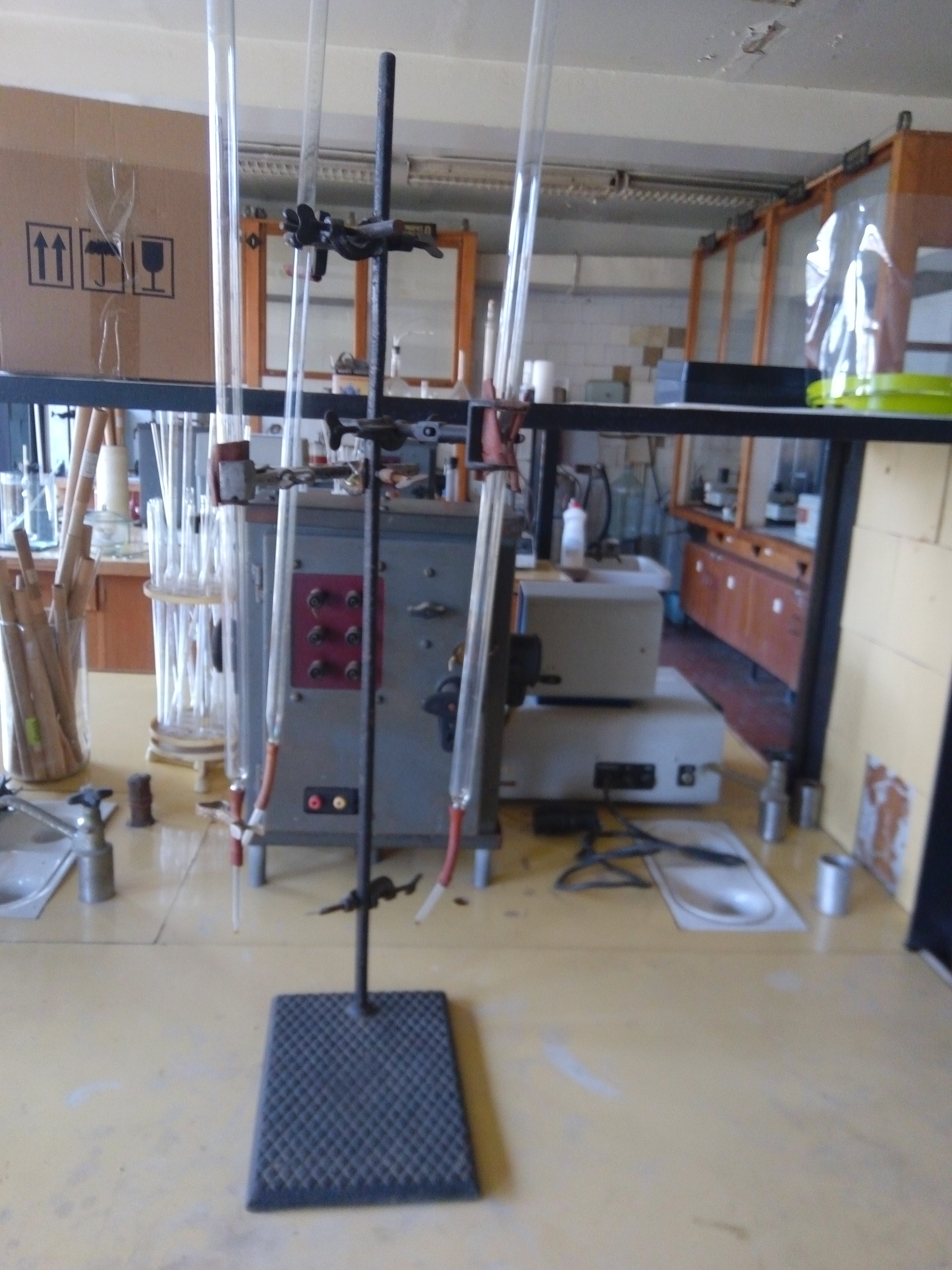
Лабораторний штатив

Лабораторний штатив — підставка або підпірка з тримачами для різного приладдя, хімічного посуду і т. ін. 
Як правило обладнання хімічної, фізичної та біологічної лабораторій, яке використовують для закріплення та встановлення лабораторного посуду та інструментів. Штатив складається з важкої металевої основи (металева плита) і вертикального стержня довжиною бл. 1.5 м та діаметром до 1 см. Прилади, пробірки та інший посуд кріпиться до штатива чи штативів за допомогою тримачів і муфт.
Інший варіант лабораторного штатива — підставка для зберігання пробірок і роботи з ними.